# Maurice de Broglie
Louis-César-Victor-Maurice de Broglie, VI duca di Broglie, comunemente chiamato Maurice de Broglie (Parigi, 27 aprile 1875 – Neuilly-sur-Seine, 14 luglio 1960), è stato un fisico francese.

## Biografia

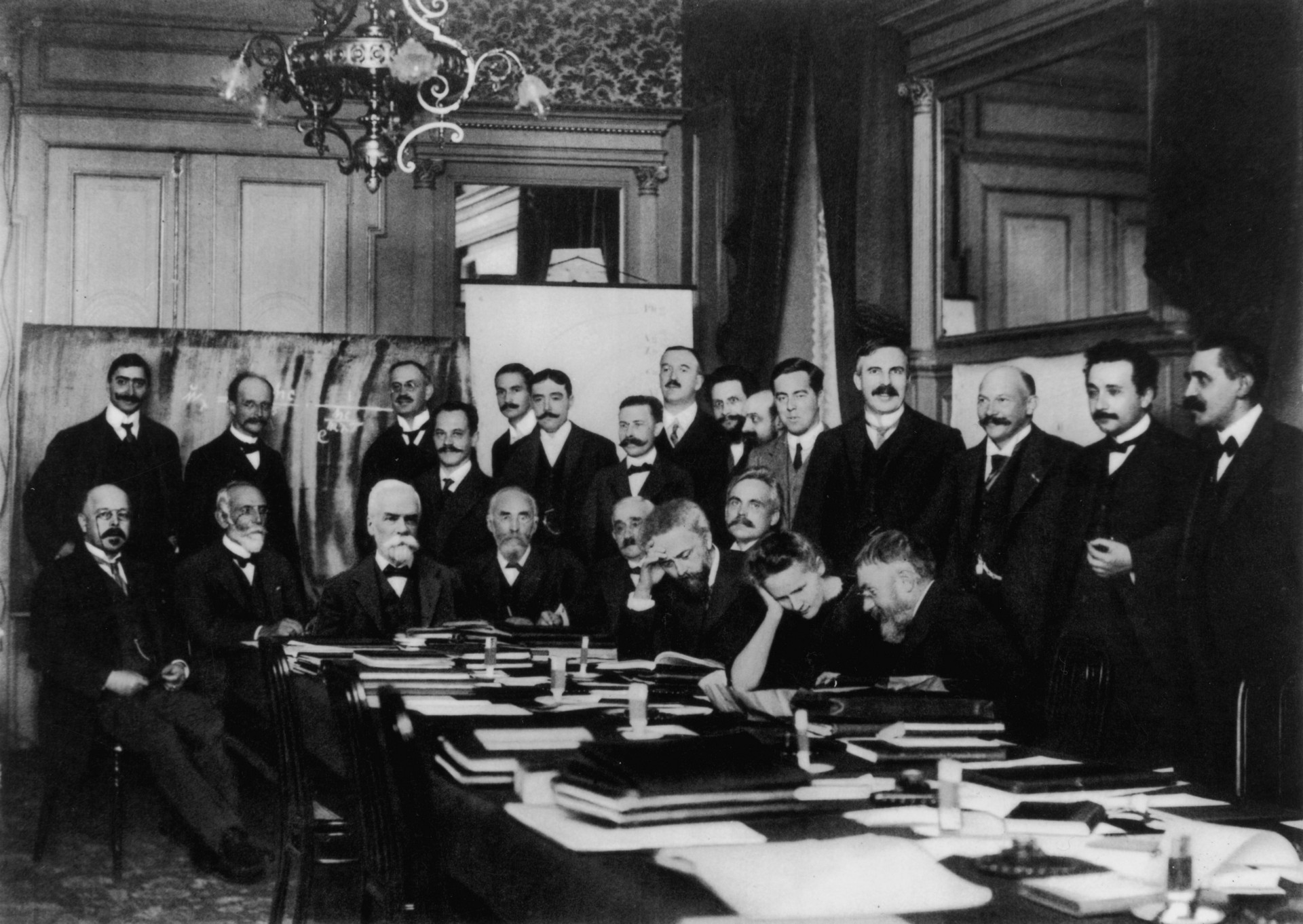
Maurice de Broglie, sesto da sinistra in seconda fila, al Congresso Solvay del 1911

Nato a Parigi nel 1875, discendente da una illustre famiglia di origini piemontesi, originaria di Chieri, nell'attuale città metropolitana di Torino, trasferitasi in Francia nel XVII secolo, Maurice de Broglie, sesto duca di Broglie, figlio di Louis Amédée Victor e di Pauline de La Forest d'Armaillé, nel 1898 divenne sottotenente di vascello della Marina francese, ma nel 1904 abbandonò la carriera militare. Allievo di Paul Langevin presso il Collège de France, nel 1908 si laureò in scienze fisiche con una tesi dal titolo Recherche sur les centres électrisés de faible mobilité dans les gaz.
Fisico sperimentale, membro dal 1924 dell'Académie des Sciences, nel 1934 De Broglie fu eletto nella prestigiosa Académie française, succedendo al giurista e storico Pierre de La Gorce (1846-1934).
Di particolare interesse i suoi studi sulla diffrazione dei raggi X che gli consentirono di definire i numeri atomici dello iodio e del tellurio.
Alla sua morte, avvenuta a Neuilly-sur-Seine nell'Île-de-France, a ottantacinque anni, nel 1960, il titolo nobiliare passò al fratello Louis-Victor, fisico eminente e premio Nobel nel 1929.

## Opere
- Sur les spectres des rayons de Röntgen obtenus au moyen des lames de mica, Tours, Deslis frères, 1914.
- La spectrographie des rayons de Röntgen, Tours, Deslis frères, 1914.
- Spectrographie des rayons de Rontgen par la méthode des rayons secondaires, Tours, Deslis frères, 1916.
- La spectrographie des phénomènes d'absorption des rayons X, Paris, Journal de physique, 1918.
- La portée des nouvelles découvertes dans la région des rayons de très haute fréquence, Bologna, Zanichelli, 1920.
- Exposé concernant les résultats actuels relatifs aux elements isotopes, Paris, Hermann, 1922.
- Les rayons-X, Paris, Blanchard, 1922.
- Introduction à la physique des rayons X et gamma, coautore Louis de Broglie, Paris, Gauthier-Villars, 1928.
- Les récents progrès de la désintégration artificielle des éléments par bombardement de rayons alpha, Paris, Hermann, 1931.
- Atomes, radioactivité, transmutations, Paris, Flammarion, 1939.
- Les premiers Congrès de Physique Solvay et l'orientation de la Physique depuis 1911, Paris, Albin Michel, 1951.

### Edizioni in lingua italiana
- Atomi, radioattività, trasmutazioni, Milano, Bompiani, 1947.